# Phố hoa - Cơn mơ hoang đường
Phố hoa - Cơn mưa hoang đường là album phòng thu thứ hai của ca sĩ Cẩm Ly, phát hành vào ngày 12 tháng 3 năm 2001 bởi Kim Lợi Studio và Hãng Phim Trẻ. Đây là dự án âm nhạc đầu tư lớn của nữ ca sĩ sau album đầu tay Mãi không phai (2000). Có thể nói đây là album ấn tượng nhất đánh dấu sự nghiệp âm nhạc đỉnh cao của cô. Album có sự tham gia của nhiều nhạc sĩ nổi tiếng trong dòng nhạc trẻ như: Võ Thiện Thanh, Vũ Quốc Việt, Hoài An, Nguyễn Nhất Huy...Ngoài ra, Đan Trường, bạn song ca ăn ý của Cẩm Ly cũng tham gia hợp tác trong ca khúc Tìm Lại Dấu Yêu.
Album cũng ghi dấu Cẩm Ly trở thành ca sĩ Việt Nam đầu tiên có chương trình DVD với sự đầu tư công phu cùng sự tham gia minh họa của diễn viên Hàn Quốc, vũ đoàn ABC, ban nhạc Hy Vọng... Đây cũng là thời điểm Cẩm Ly xác định cho mình một phong cách ổn định, hoàn toàn tách ra độc lập với Đan Trường. Cùng với việc đầu tư cho hình ảnh mới, một Cẩm Ly trẻ trung, dễ thương, Kim Lợi còn đặt các nhạc sĩ trẻ viết riêng cho cô những ca khúc dễ hát, dễ nghe, phù hợp với chất giọng và phong cách của Cẩm Ly. Điều này đã giúp cô trở thành một trong những ca sĩ được yêu thích nhất của bạn đọc báo Mực Tím và chương trình bình chọn Làn Sóng Xanh. Album được đầu tư phát hành dưới nhiều định dạng: CD, VCD, DVD, VCD Karaoke, DVD Karaoke.

## Phát hành
Album được phát hành với định dạng CD, VCD, DVD, VCD Karaoke và DVD Karaoke. Riêng định dạng DVD của album đã trở thành DVD âm nhạc đầu tiên của V-pop được phát hành tại Việt Nam.
Tất cả video được thực hiện dưới sự chỉ đạo của đạo diễn Minh Vy, riêng phim ngắn cho "Gió Bắc" được đạo diễn bởi Trần Cảnh Đôn.
Album được quay tại Mũi Né, Cà Ná, Long Hải và ra tận đảo Phú Quốc...
Phần ghi hình tại đảo Phú Quốc đã được thực hiện trong vòng 5 ngày.
Trong video của bài hát "Cơn mơ hoang đường", Cẩm Ly đã thủ vai một cô gái người rừng đem lòng thương một chàng trai bị nạn mà cô gặp phải. Cô đã nuốt một con cuốn chiếu (thực chất là vỏ chôm chôm) trong video.
Phần bìa của album có in lời của các ca khúc trong album. Phiên CD đính kèm 10 tấm bưu ảnh. Phiên bản DVD và VCD được đính kém một bộ lịch mang tên Cẩm Ly 2002.
Album đã thu hút 2 triệu lượt nghe trên Zing MP3.

## Danh sách bài hát
| STT | Nhan đề                             | Sáng tác        | Thời lượng |
| --- | ----------------------------------- | --------------- | ---------- |
| 1.  | "Cơn mơ hoang đường"                | Vũ Quốc Việt    | 4:51       |
| 2.  | "Phố hoa"                           | Hoài An         | 5:12       |
| 3.  | "Gió bấc"                           | Võ Thiện Thanh  | 4:54       |
| 4.  | "Tìm lại dấu yêu" (cùng Đan Trường) | Hoài An         | 4:49       |
| 5.  | "Phố cũ vắng anh"                   | Minh Tâm        | 4:21       |
| 6.  | "Lang thang Internet"               | Hoàng Huấn      | 4:00       |
| 7.  | "Lá úa"                             | Nguyễn Nhất Huy | 4:49       |
| 8.  | "Thương nhớ người dưng"             | Nguyễn Nhất Huy | 5:14       |
| 9.  | "Tình yêu mong manh"                | Võ Hoài Phúc    | 4:26       |
| 10. | "Giấc mơ mong tìm thấy"             | Vũ Quốc Việt    | 6:08       |
| 11. | "Cơn mơ hoang đường (New Version)"  | Vũ Quốc Việt    | 4:01       |